# Ildar Minshin
Ildar Minshin (né le 5 février 1985) est un athlète russe, spécialiste du 3 000 mètres steeple.

## Biographie
Il est vice-champion d'Europe espoirs en 2007.
En 2016 l'IAAF annonce sa suspension pour dopage.

### Palmarès
| Date | Compétition                       | Lieu      | Résultat | Performance   |
| ---- | --------------------------------- | --------- | -------- | ------------- |
| 2007 | Championnats d'Europe espoirs     | Debrecen  | 2e       | 8 min 34 s 27 |
| 2009 | Championnats d'Europe par équipes | Leiria    | 3e       | 8 min 34 s 06 |
| 2010 | Championnats d'Europe             | Barcelone | DQ       | 8 min 24 s 87 |
| 2011 | Championnats d'Europe par équipes | Stockholm | DQ       | 8 min 34 s 56 |
| 2011 | Universiade                       | Shenzhen  | DQ       | 8 min 34 s 86 |

### Records
| Épreuve              | Performance   | Lieu  | Date           |
| -------------------- | ------------- | ----- | -------------- |
| 3 000 mètres steeple | 8 min 21 s 16 | Toula | 6 juillet 2008 |